# Smażone zielone pomidory (powieść)
Smażone zielone pomidory (oryg. Fried Green Tomatoes at the Whistle Stop Cafe czyli Smażone zielone pomidory w Whistle Stop Cafe) – powieść amerykańskiej pisarki i aktorki Fannie Flagg, opublikowana w sierpniu 1987 roku. W grudniu 1991 miała miejsce premiera adaptacji filmowej dzieła, zatytułowana Fried Green Tomatoes (Smażone zielone pomidory), w reżyserii Jona Avneta.

## Fabuła
Fabuła skupia się wokół życia Idgie Threadgoode – chłopczycy, która do końca życia odczuwa traumę z powodu tragicznej śmierci brata pod kołami pociągu. Mimo to, dziewczyna jest radosna – korzysta z życia i pomaga innym. Wraz z Ruth, koleżanką uratowaną z rąk brutalnego męża, zakładają w czerwcu 1929 r. restaurację Whistle Stop Cafe. Idgie kocha Ruth całym sercem i pomaga jej w opiece nad synem. Gdy synek Ruth wpada pod pociąg, który ucina mu rękę, Idgie pokazuje mu, jak zapomnieć o bolesnych przeżyciach.
Akcja powieści toczy się w dwóch przestrzeniach czasowych: w latach 30. XX wieku, w czasach młodości Idgie w miasteczku Whistle Stop w stanie Alabama oraz w latach 80., w domu spokojnej starości w Birmingham.

## Postacie
- Idgie Threadgoode
- Ruth Jamison
- Evelyn Couch
- Buddy Threadgoode – brat Idgie
- Cleo Threadgoode – brat Idgie
- Virginia (Ninny) Threadgoode – żona Cleo
- Frank Bennett
- Duży George